# Нодоид

Половинка нодоида.

Нодоид — пример поверхности постоянной средней кривизны.
Является также поверхностью вращения.
В 1841 году Шарль Делоне доказал, что единственными вращающимися поверхностями с постоянной средней кривизной были поверхности, полученные вращением коник.
Это плоскость, цилиндр, сфера, катеноид, ундулоид и нодоид.

## Построение
Сначала строится кривая путем катания гиперболы по оси и отслеживания её фокуса.
Далее берётся поверхностью вращения полученной кривой вокруг оси.